# 세포이 항쟁
세포이 항쟁(1857년 ~ 1858년)은 인도인 용병들을 중심으로 일어난 반영(反英) 항쟁이다. 영국은 동인도 회사를 통해 인도를 간접적으로 통치하고 있었고 동인도 회사는 군대를 보유하고 있었는데, 세포이는 페르시아어로 용병을 뜻하며 영국 동인도 회사에서 고용한 인도인 용병을 가리키는 말이었다. 이 항쟁이후 인도는 영국 국왕이 직접 다스리게 되었고, 이 항쟁은 인도 독립 운동의 시작이라는 평가를 받기도 한다. 인도는 90년 후인 1947년에 영국으로부터 독립하였다.

## 개요
세포이 항쟁은 세포이 반란, 1857년 인도 항쟁, 제1차 인도 독립 전쟁 등으로도 불린다. 이 명칭들 가운데 '반란'이란 것은 다분히 영국측 시각을 반영한 것이고, 인도인의 입장에서 이 항쟁은 영국의 제국주의에 대한 저항으로 평가되었다.
세포이 항쟁은 빠른 속도로 인도 각지에 확산되어 각계 각층이 영국에 대항하는 항쟁으로 발전하였다. 주요 교전은 주로 갠지스강 상류 삼림 지역과 인도 중부 지역에서 이루어졌다. 오늘날 인도의 행정 구역으로 보면 우타르프라데시 주, 비하르 주, 마디아프라데시 주 북부, 그리고 델리 등지에서 교전이 있었다.
세포이 항쟁은 영국 동인도 회사의 종교에 대한 몰이해에서 촉발되었고, 1858년 6월 20일에 과리오르가 함락되면서 절정을 맞았다.
세포이 항쟁은 인도 전역을 포괄하지는 못하였다. 항쟁이 지속되는 동안에도 벵골, 뭄바이, 마드라스와 같은 지역은 상대적으로 큰 사건이 일어나지 않았다. 펀자브의 시크교 제후는 오히려 영국 동인도 회사를 지지하여 병력을 동원하기도 하였다. 하이데라바드, 마이소르, 트라반코르, 카시미르, 라즈푸탄 등과 같은 다른 많은 지역의 토후국들은 항쟁에 가담하지 않았다.
한편, 아와드와 같은 일부 지역에서는 항쟁이 유럽 국가 전체에 대한 배격운동 양상을 띄었다. 락슈미 바이와 같은 항쟁의 지도자들은 항쟁 이후에도 인도 독립 운동의 상징으로 추앙받았다. 그러나, 세포이 항쟁의 지도자들은 새로운 질서에 대한 일관적인 이념을 공유하지는 않았다.
세포이 항쟁으로 인해 영국 동인도 회사는 해체되었고 영국은 인도에 대한 직접 지배를 위해 군사, 재정, 행정 등 각 분야를 개편하지 않을 수 없었다. 세포이 항쟁을 진압한 영국은 영국령 인도 제국을 출범시켜 정부 직할로 편재하였다. 이로써 빅토리아는 인도 제국의 군주라는 새로운 지위를 더하게 되었다.

## 배경

### 동인도 회사의 지배
영국 동인도 회사는 1757년 플라시 전투에서 승리한 이후 인도에 대한 지배력을 확장하기 시작하였다. 1764년 북사르 전투에서 무굴 제국의 샤 알람 2세에게 승리한 영국 동인도 회사는 벵골, 비하르, 오디샤 등에 대한 징세권을 얻게 되었다. 영국 동인도 회사는 그 이후로도 뭄바이와 마드라스를 기반으로 인도 각지에 대한 지배력을 확장시켜 나갔다. 영국-마이소르 전쟁(1766년–1799년)과 영국-마라타전쟁(1772년–1818년)에서 승리를 계속한 영국 동인도 회사는 나르마다강 이남의 인도 대부분을 지배하기에 이르렀다.
19세기에 들어 총독 리처드 웨슬리는 동인도 회사의 지배 지역을 확장하기 위한 새로운 정책을 시행하였다. 이 정책에 따라 영국 동인도 회사는 인도 내의 제후국들과 종속 동맹을 결성하였다. 종속 동맹은 제후국이나 지역 군벌의 휘하에 있던 각 지역의 군사를 동인도 회사가 직접 통솔하도록 하는 것으로, 제2차 영국-시크 전쟁 이후 카이베르파크툰크와 주와 카슈미르, 펀자브 지역에 존재하던 제후국들을 대항으로 하였는데 이 지역의 수장이었던 힌두교 지역의 마하라자나 이슬람교 지역의 나와브 등 제후들을 종속 동맹 안으로 편제하였다. 특히 카시미르 지역은 시크 전쟁 직후인 1850년 암니차르 조약을 통해 잠무 지방의 도그리 왕조에게 할양되어 제후국이 되었다. 한편 1814년에서 1816년까지 영국령 인도와 네팔 사이의 국경 분쟁으로 인해 일어난 영국-네팔 전쟁의 결과 구르카스 지역이 영국의 지배에 놓이게 되었다. 또한 1854년에는 지금의 마하라슈트라 주에 속하는 베라르 지방이 종속 동맹에 포함되었고, 2년 뒤에는 아와드가 종속 동맹에 편입되었다.
이러한 팽창 정책의 결과 영국 동인도 회사는 인도 아대륙의 대부분을 지배하게 되었다.

### 세포이의 분노

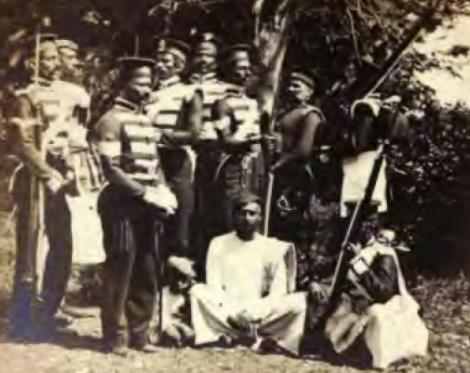
1862년 세포이

1857년 5월 세포이 항쟁은 몇 가지 원인이 중첩된 결과 촉발되었다. 세포이 용병들은 힌두교나 이슬람교를 신봉하였는데, 이들은 항쟁 직전 20만 명에 달했다. 이에 비해 영국군의 수는 약 4만 5천 명에 불과했다. 세포이 용병의 주요 주둔지는 세 곳으로 뭄바이, 마드라스, 벵골이었다. 벵골 군의 주요 구성원은 힌두교의 카스트 가운데 크샤트리아에 속하는 라즈푸트와 최상위 카스트인 브라만들이었고, 대부분 아와드와 비하르 출신이었다. 1855년 당시에는 이들 보다 낮은 카스트에 속한 용병은 매우 적은 수에 불과했다. 이에 반해 뭄바이 군과 마드라스 군은 비교적 카스트를 따지지 않고 용병을 모집하였으며 대부분 그 지역 출신들로 구성되어 있었다. 세포이 항쟁이 시작되자 상위 카스트에 속한 벵골 군의 세포이들은 항쟁의 지도자로 지목되었다. 그러나 당초 세포이 용병의 모집은 "그가 속한 카스트 보다는 체력, 정신력과 같은 자질"이 우선시 되고 있었다.
1772년 워런 헤이스팅스는 영국 동인도 회사의 총독으로 부임하자 군사 확장에 몰두하였다. 영국의 입장에서는 이 전에 있었던 플라세이 전투나 북사르 전투에 참전한 인도인들을 잠재적 위험으로 간주하였기 때문에 전투에 참전하지 않았던 아와드와 비하르 지역의 높은 카스트에 속하는 라즈푸트나 브라만을 선택하였다. 이러한 정책은 그 후 75년간 유지되었다. 그러나, 동인도 회사는 사회적 갈등을 방지할 목적으로 군대 내에서 그들의 종교 의식을 허용하였다. 그 결과, 병사들은 종교에 따라 다른 식사를 하였고, 해외 복무 시에는 요청이 없더라도 카스트가 고려되었으며, 군대 내의 힌두교 축제를 공인하였다. 상위 카스트를 존중하는 이러한 정책은 오히려 종교와 카스트에 따른 차별을 느낀 세포이들이 항쟁에 참여하는 기반이 되었다.
1856년 아와드 지역이 동인도 회사에 합병되자 많은 세포이들은 그 지역에서 누렸던 자신들의 특권이 축소되고 지대 수입이 줄어들 것을 걱정하였다. 아와드의 합병으로 토지세가 증가할 것이 분명해 보였기 때문이다. 1857년 군대에 공식적으로 선교사가 부임하자 많은 세포이들은 영국 동인도 회사가 자신들을 기독교로 개종시키려 한다는 것에 거부감을 가졌다. 1830년대에 이미 영국의 침례교 선교사인 윌리엄 캐리 등의 선교사가 인도에서 활동하면서 남편이 화장될 때 부인을 함께 화장하는 힌두교식 장례 풍습인 사티를 금지시키고, 과부를 재혼시키려 할 때부터 세포이들은 불만을 가지고 있었다.
또한 세포이들이 분노한 중요한 이유 가운데 하나는 노동환경의 변화였다. 동인도 회사는 계속하여 전쟁에서 승리하고 병합 지역을 넓히게 되자, 세포이 용병을 인도-버마 전쟁과 같은 외국과의 전쟁까지 동원하였지만 그들에 대한 처우는 개선되지 않았다. 또한 용병의 규모가 커지자 재정 부담을 이유로 퇴직 연금 지급이 중단되었고 특히 벵골 군의 경우 퇴직금의 부담을 줄이고자 마드라스나 뭄바이의 용병보다 적은 급여를 지급하였다.

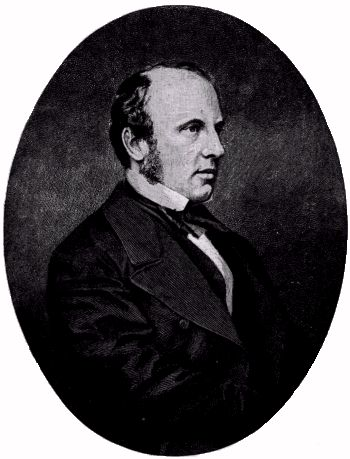
세포이 항쟁 당시 영국 총독이었던 찰스 캐닝

세포이 항쟁이 일어난 또 다른 중요 요인은 1856년 7월 25일 발효된 〈일반 복무 규정〉때문이었다. 이는 주로 벵골 군의 불만 사항이었는데, 새 복무규정은 이전까지는 별다른 차이를 두지 않던 해외 복무을 벵골 군에 한해 제한하기 시작하였기 때문이다. 제임스 브라운 람세이 총독이 공포한 이 복무 규정에 따라 마드라스 군과 뭄바이 군, 그리고 벵골 군 가운데 6개의 대대는 이전과 같이 요청이 있을 경우 해외 복무를 하도록 되어 있었으나, 대부분의 벵골 군에 대해서는 행군이 가능한 지역에서만 복무하도록 규정함으로써 해외 복무에서 제외하였다. 이 결과 중국과 버마에 파병된 세포이 가운데 벵골 군은 매우 적었다. 뒤를 이은 총독 찰스 캐닝은 새 복무 규정은 기존 병사들이 아닌 신병들에게만 해당할 뿐이라고 해석하였으나, 벵골 군 세포이들의 불만은 가라앉지 않았다. 왜냐하면, 당시 이들은 세포이를 일종의 가업으로 삼고 있었기 때문에 아버지의 뒤를 이어 아들도 입대하는 것이 일반적이었기 때문이다.
세포이들은 진급에 대해서도 불만이 있었는데, 유럽인과는 달리 나이가 들어 입대하는 세포이들은 근무 연수에 따라 진급하는 제도를 불공정하게 느꼈다. 유럽 출신 장교들이 계속하여 진급하는 동안 세포이들은 제한 연령에 도달하여 제대할 수 밖에 없었고 결국 상급 장교가 되는 경우는 매우 드물었다.

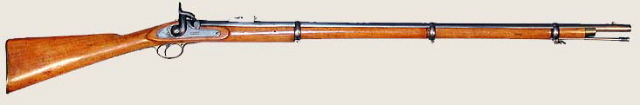
1853년형 엔필드 강선머스킷

이러한 불만들이 쌓여가는 가운데 새로 지급된 탄약통 때문에 생긴 문제가 결국 항쟁의 도화선이 되었다. 새롭게 지급된 1853년형 엔필드 강선머스킷은 보다 빠른 장전을 위하여 개별 포장된 탄약통을 사용하였다. 이 총은 병사들이 종이로 싼 탄약통을 입으로 물어뜯고 탄약을 총신에 재겨 넣은 뒤, 탄약이 흐르는 것을 방지하기 위해 종이와 탄환을 함께 총신에 넣고 발사하도록 고안되었다. 문제는 탄약통의 방수를 위해 종이에 동물성 지방을 입힌 것에서 비롯되었다. 돼지나 소의 지방을 이용한 탄약통을 입으로 물어뜯어 쓰라고 하는 것은, 돼지를 불결하게 여기던 무슬림 병사나 소를 신성하게 여기는 힌두 병사 모두에게 종교에 따른 차별로 받아들여졌다. 1857년 1월 27일, 참모장 리처드 버치는 새로운 머스켓 총을 사용하면 총신에 따로 그리스를 칠하지 않아도 되니 "세포이들이 좋아할 것"이라며 모든 세포이들에게 1853년식 엔필드 머스켓을 지급하라고 지시하였다. 새 탄약통이 지급되자마자 벵골에 있던 영국군의 덤덤 보급창에서 탄약통을 둘러싼 논란이 보고되었다. 상위 카스트에 속한 세포이들이 자신의 카스트 지위를 잃는 것이 두려워 탄약통 수령을 거부한 것이다. 물론 탄약통의 종이는 꼭 입으로 물어뜯지 않아도 손으로 뜯어 사용할 수 있었다. 그러나, 종교적 반감을 고려하지 않은 채 지급된 탄약통에 대한 루머가 삽시간에 퍼져, 세포이들 사이에서는 기존의 탄약통에 그리스를 발라 쓰는 것보다도 못한 새 탄약통은 순전히 세포이를 모욕하기 위해 지급된 것이란 말이 나돌았다.

### 항쟁에 참여한 사람들

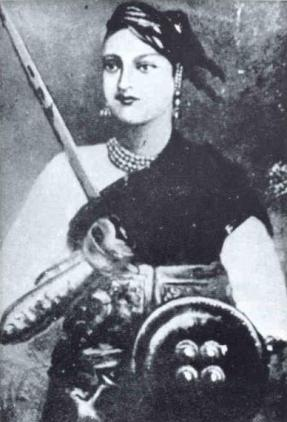
락슈미 바이는 대영국 저항의 상징이 되었다.

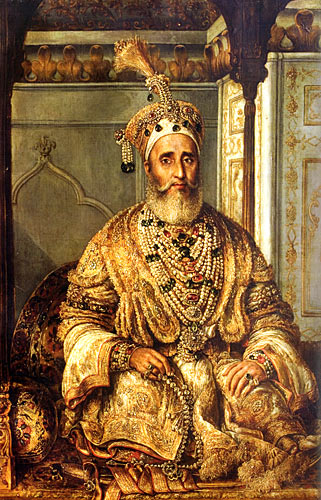
바하두르 샤 2세는 인도에서 영국의 지배력을 물리치고 무굴 제국의 영향력을 되찾고자 하였다.

세포이가 아닌 민간인들이 항쟁에 참여하게 된 데에는 보다 다양한 원인이 자리잡고 있었다. 항쟁에 참여한 세력은 크게 보아 봉건 귀족, 탈루크달이라 불리던 지주 계급, 그리고 농민 등으로 구성되어 있었다.
항쟁에 참여한 세력의 상당수는 봉건 귀족들이었고 이들은 그때까지 유지되던 자신들의 영향력을 통해 영국 동인도 회사의 합병 정책으로 인해 잃게 된 자신들의 지위를 되찾고자 하였다. 제임스 브라운 람세이의 라프스 선언 이후 영국 동인도 회사의 합병 정책으로 인해 많은 봉건 귀족들은 자신의 지위를 잃게 되었다. 이 선언은 관습적으로 세습되어 오던 봉건 귀족의 직위가 그들의 자녀들에게 계승되는 것을 인정하지 않았고 해당 귀족이 사망하면 영지를 영국 동인도 회사의 직할령으로 삼는 것을 골자로 하고 있었다. 봉건 귀족들은 이러한 영국 동인도 회사의 지배력 확장 정책에 굴욕을 느꼈다. 이 조치로 봉건 귀족들은 재정 역시 약화되었는데 나그푸르의 왕족 조차 콜카타의 경매장에 자신의 보석을 내다팔아야 하는 처지가 되었다. 락슈미 바이나 나나 사히브와 같은 귀족들은 이러한 동인도 회사의 조치에 강한 반감을 보였다.
동인도 회사의 병합 정책은 무굴 제국 자체를 겨냥하고 있었는데, 제임스 브라운 람세이는 바하두르 샤 2세의 계승자 역시 라프스 선언에 따른 조치의 당사자이기 때문에 바하두르 샤 2세의 사후에는 델리 성을 떠나야한다고 밝혔고, 뒤를 이은 총독 캐닝은 바하두르 샤 2세의 계승자가 국왕이란 칭호를 계승할 수 없다고 하였다. 무굴 제국의 귀족들은 이러한 조치에 분노를 느꼈다.
그러나 봉건 귀족들은 영국 동인도 회사의 지배 자체는 부정하지 않았다. 애초에 락슈미 바이는 영국 동인도 회사가 자식에게 남편의 직위가 계승되는 것을 인정한다면 동인도 회사의 통치권 자체는 인정하려는 태도를 지니고 있었다. 한편, 인도 중부의 인도르나 사우가르에서는 똑같은 정책에 의해 직위를 잃은 귀족들이 별다른 반대를 하지 않았다. 이들 지역의 봉건 귀족들은 세포이 항쟁이 일어난 뒤에도 영국 동인도 회사에 대한 충성심을 유지하고 있었다.
한편, 탈루크달은 영국 동인도 회사가 벌인 합병 지역에 대한 토지 개혁 조치로 소작농으로부터 얻던 수입이 절반 가량으로 감소하게 되었다. 항쟁이 일어나자 대부분 세포이나 귀족들과 혈연으로 얽혀 있었던 탈루크달은 잃었던 땅을 빠르게 되찾았다. 탈루크달은 항쟁의 가장 큰 수헤자였다. 이에 반해 농민 계급은 가장 많이 항쟁에 참여하였고 희생 또한 컸는데도 그 결과 자신들을 착취하는 지주의 지배력을 강화하는 역설적인 결과를 맞게 되었다. 한편, 동인도 회사가 부가한 과중한 토지세는 토지 소유자들을 빚더미로 몰았고, 이 또한 항쟁의 주요 원인이 되었다. 항쟁 기간 동안 채권자들은 동인도 회사와 함께 주요 공격 대상이 되었다.
민간인의 항쟁 참여는 지역마다 큰 편차를 보였다. 예를 들어 중부 인도 북부 지역은 항쟁기간 동안 영국의 지배력이 거의 상실된 상태였다. 하지만 그 지역 안에서도 항쟁은 큰 편차를 보였는데, 미루트에서 대규모 봉기가 일어나는 동안 동인도 회사의 관개 공사 덕을 본 무자파르나가르에서는 별다른 사태가 일어나지 않았다.

### 문화적 반감

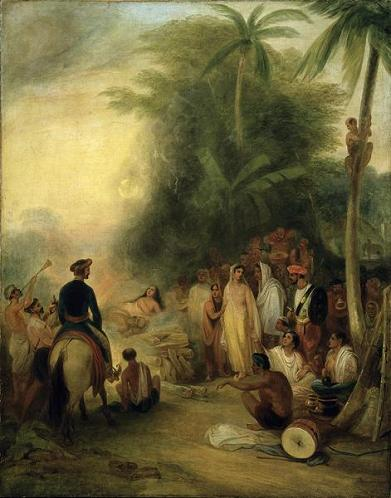
1831년 제임스 에트킨슨이 그린 사티 장면. 미망인이 원할 경우 남편과 함께 화장하던 인도의 장례풍습은 영국인이 보기에 야만적인 것이었다.

영국의 공리주의와 기독교 전도를 앞세운 사회개혁 시도 역시 반감의 대상이었다. 영국인들은 인도의 장례 풍습인 사티를 금지하였고,과부의 재혼을 합법화하였다. 많은 인도인들은 영국의 이러한 사회개혁 시도를 기독교 전파를 위한 것으로 보았다.
영국의 역사가 크리스토퍼 엘런 베일리는 당시 인도는 영국에서 들어온 서양 의학, 영국 관할지에 있는 하위 카스트 계층에 대한 보호, 여성의 재혼 허용 등으로 인해 전통적 지식체계가 붕괴되는 상황이었다고 기록하고 있다. 특히 유럽인에 의해 설립된 학교들은 "수학을 이유로 종교적 관습을 배척하고 여자 아이들에게 도덕적으로 위험한 사상을 주입한다"는 이유로 증오의 대상이 되었다.
인도인들의 인권을 존중하지 않는 사법 체계 역시 반감의 대상이었다. 영국 하원에서 발간한 공식 청서인 《1855년-1857년 동인도의 고문 현황》에서는 영국 동인도 회사의 사관들이 인도인의 범죄에 대해 잔혹하게 대하고 있다고 기록하였다.

## 항쟁의 발생
수 개월간 영국 동인도 회사에 대한 불만이 고조되던 가운데 1857년 1월 27일 콜카타 인근의 세포이들은 연대는 새로 지급된 탄약통의 수령을 거부하였다. 1853년식 엔필드 머스켓이 지급과 함께 보급된 탄약통은 종이를 이용하여 화약을 카트리지 형태로 개별 포장하였으며 방수를 위해 종이에 소나 돼지의 지방을 먹였는데, 대부분이 힌두교나 이슬람교의 신자였던 세포이들은 이 탄약통을 입으로 물어 뜯어 사용하라는 것은 자신들의 종교를 멸시하는 행위라고 받아들였다. 2월 26일 제19 벵골인 연대는 행군을 위해 연병장에 집결해 있었지만 연대장의 새 탄약통 수령 명령을 거부하면서 맞섰다.

### 망갈 판데이

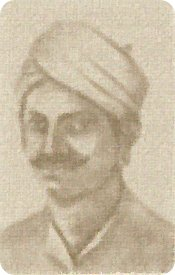
망갈 판데이

1857년 3월 29일 제34 벵골인 연대의 세포이였던 망갈 판데이는 탄약통을 수령하라는 지휘관의 명령을 거부하였다. 부관이 판데이를 체포하려고 시도하자 판데이는 권총을 쏘아 부관의 말을 맞추었다. 연대장 존 허세이는 후일 사건 보고에서 판레이가 일종의 종교적 광란 상태에 빠져 있는 것처럼 보였다고 기록하였다. 연대장은 인도인 사관 이슈와리 프라사드에게 판데이의 체포를 다시 지시하였으나 그 역시 명령을 거부하였고, 연이어 연병장의 모든 세포이들이 연대장의 명령을 거부하였다. 항명에 가담하지 않은 세포이는 부관의 휘하에 있던 사이크 팔투 뿐이었다.
망갈 판데이는 세포이의 봉기를 주장하며 머스켓을 자신의 뺨에 대고 쏘았다. 부상을 입은 상태에서 체포된 망갈 판데이는 군사법정에서 사형은 선고받았고 4월 8일 교수형에 처해졌다. 체포 명령을 거부한 이슈와리 프라사드 역시 체포되어 군사법정에서 사형을 선고 받았고 4월 22일 교수형에 처해졌다. 연대는 해산되었으며 항명에 가담한 세포이들은 군복을 벗어야 했다. 한편 사이크 팔투는 사관으로 진급하였다. 다른 연대에 속해 있던 세포이들은 항명에 대한 처벌이 너무 가혹한 것이라 여겼다. 불명예 제대를 하게 된 세포이들은 대부분 그들의 고향인 아우드로 돌아갔으며 이들 중 대다수가 민간인 항쟁에 가담하였다.

### 1857년 4월
4월 동안 아그라, 알라하바드, 암발라와 같은 지역에서 체포와 총격이 지속되었다. 특히 암발라에서는 각 지에서 차출된 세포이들을 대상으로 신형 탄약통 사용에 대한 교육이 진행 중이었기 때문에 사태가 심각해졌다. 벵골 군의 참모장 앤슨 장군은 사태의 심각성을 보고하였고, 총독부의 사무관은 교육 연기를 허용하고 탄약통을 이로 뜯는 대신 손가락을 사용하는 방법으로 대체하도록 권고하였다. 그러나 이러한 조치는 공식 명령으로 하달되지는 않았으며 암발라의 병영에서는 잠재적 위험이 온존하고 있었다. 암발라에서는 실제적인 항쟁이 발생하지는 않았으나 새로운 탄약통에 대한 거부 운동의 진원지가 되었다.

### 미루트

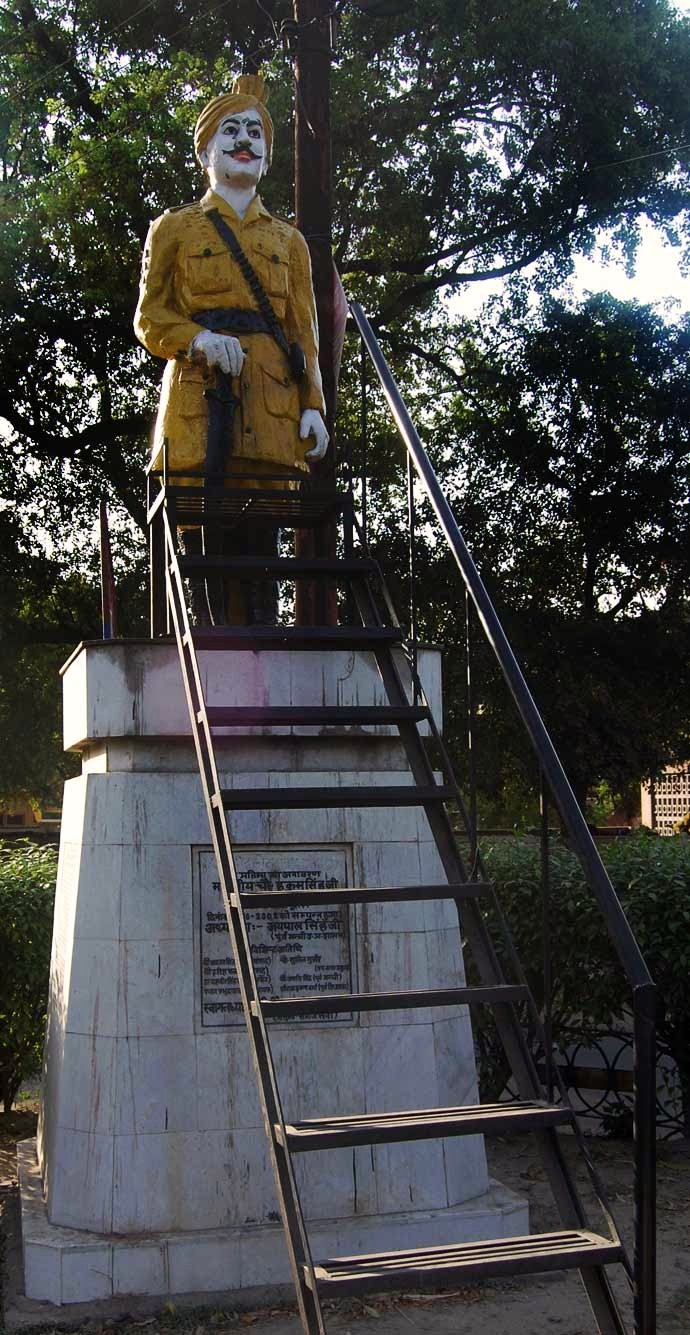
단 싱 구르자르의 동상

미루트는 영국 출신 병사들의 주요 거점 가운데 하나였으며 항쟁 직전에는 2,357 명의 세포이와 2,038 명의 영국군이 복무하고 있었다. 때문에 실제적인 항쟁은 미루트에서 비롯되었다고 할 수 있다.
4월 24일 조지 커마이클 스미스 중령은 사격 훈련을 위해 자기 휘하에 있던 제3 경기병 소속 90명의 세포이에게 새 탄약통의 수령을 명령하였다. 그러나 5 명을 제외한 세포이 전원이 이 명령을 거부하였고, 이 때문에 5월 9일 열린 군법회의에서 명령을 거부한 세포이 85명 가운데 대부분의 병사들에 대해 10년 강제 노동형이 선고되었고, 비교적 젊은 병사에게 조차 5년형이 선고되었다. 또한 연병장에 모인 모든 병사들이 지켜보는 가운데 이들은 군복이 벗겨졌으며 감옥으로 끌려가는 동안 조롱을 받았다.
다음날인 5월 10일은 일요일이었기 때문에 대부분의 영국 병사들은 교회에 가거나 비번인 상황이었다. 세포이들은 체포된 제3 경기병대의 구출을 위해 감옥을 부수려 하였으나 상급 장교에게 발각되어 성사되지 않았다. 저녁 무렵이 되자 분노한 세포이들이 결집하여 병영을 공격하기 시작하였고 그 과정에서 대부분 초급 장교였던 영국 출신의 당직 사관들이 살해되었다. 세포이들은 시가지 중심부에 있던 병영을 공격하면서 몇 명의 민간인과 영국인들도 살해하였다.
요새의 수비를 책임지는 코트왈이었던 단 싱 구르자르는 감옥을 열고 구금되어 있던 85명의 세포이들과 800여 명의 죄수들을 풀어주었다. 첫 항쟁의 과정에서 병사와 민간인을 포함하여 약 50여 명의 유럽인이 살해되었다. 민간인 중에는 여성과 아동도 포함되어 있었다. 일부 세포이들은 그 동안 신뢰하였던 영국인 가족을 안전한 곳으로 피신시킨 후 항쟁에 참여하기도 하였다. 미루트를 탈출한 영국인들은 람푸르로 피신하였다.
이미 일흔에 가까운 나이에 건강마저 좋지 않았던 미루트 주둔군 사령관의 대응은 느렸다. 미루트에 주둔해 있던 영국군은 영국 근왕 소총대 소속의 제60경보병연대 1대대가 있었고 이외에 소수의 영국 왕실 근위대와 유럽인으로 구성된 포병대가 있었다. 그러나, 교전 명령을 받았을 때 이미 병영 대부분은 세포이가 점령한 상태였기 때문에 이들은 사령부와 병참기지를 지키는 것이 고작이었다. 영국군은 다음 날 아침이 되어서야 간신히 반격할 준비를 갖출 수 있었는데 그 때는 이미 세포이들이 델리를 향하여 떠난 뒤였다.
영국의 역사가 필립 메이슨은 미루트에서 델리까지는 불과 40여 마일에 불과하였기 때문에 세포이들은 아마도 5월 10일 밤에는 이미 델리의 외벽에 도착하였을 것이라고 기록하고 있다. 인도의 오랜 수도이자 무굴 제국의 왕궁이 있었던 델리에는 영국군이 주둔하지 않고 있었다. 한편, 미루트의 영국군들은 세포이들을 추격할 생각조차 못하고 있었다.

### 델리

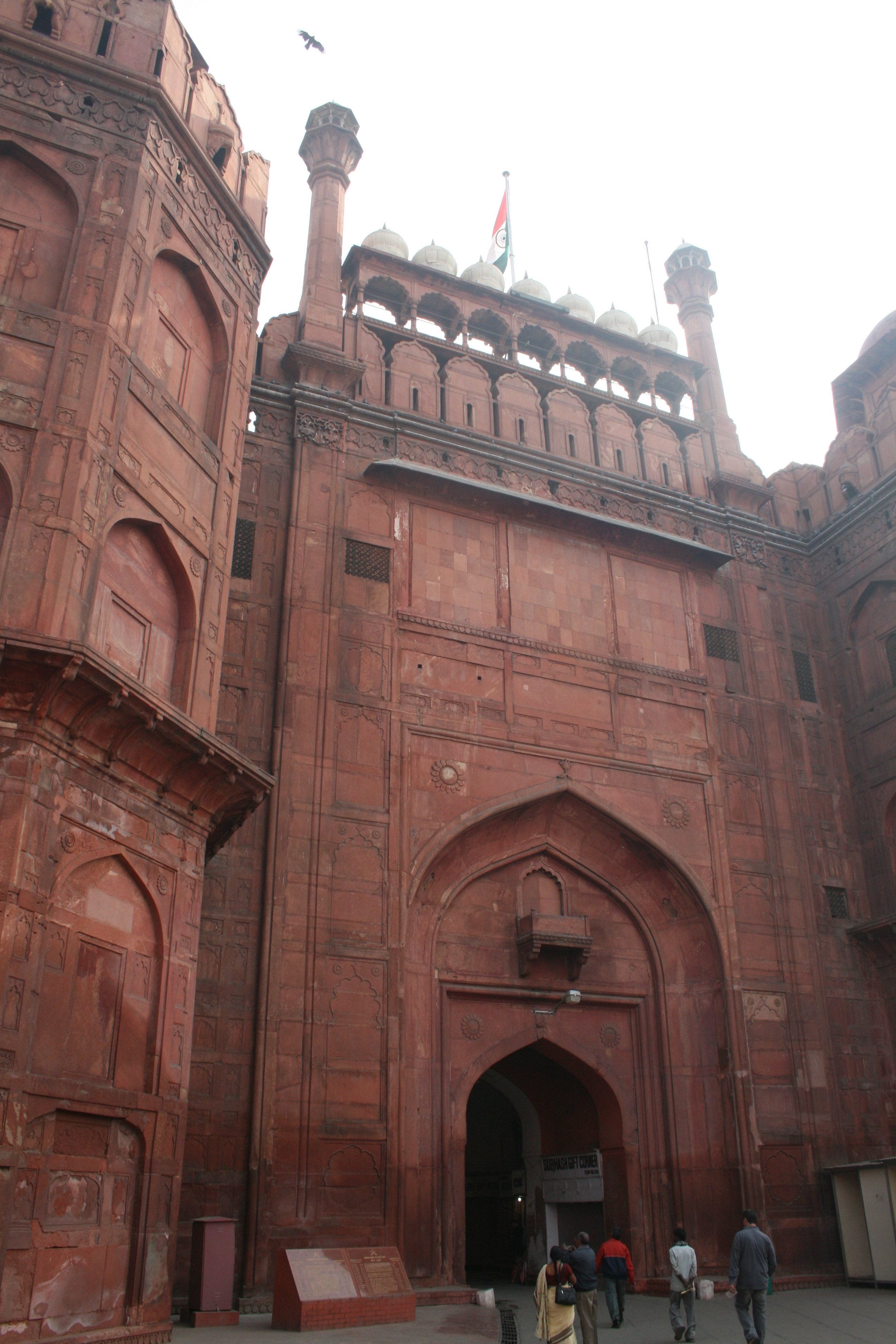
델리 성의 정문

5월 11일 아침 제3 경기병대의 일부가 델리성에 도착하였다. 이들은 바하두르 샤 2세의 발코니로 몰려가 국왕을 부르며 자신들을 통솔해 주기를 요청하였다. 바하두르 샤 2세는 세포이들을 통상적인 청원자로 여겼으며 별다른 조치를 하지 않았다. 그러나 궁전에 있던 다른 사람들은 빠르게 세포이와 합류하였다. 차드리 다야 람이 이끄는 델리의 구르자르들은 테오필러스 멧커프가 치안감으로 있었던 치안부 건물을 파괴하고 세포이와 합류하였다. 성내에 있던 영국인과 기독교로 개종한 인도인이 살해당하였으며 몇 군데의 상점이 약탈당하기도 하였다.
당시 델리 성 인근에는 3개 대대의 벵골 군이 주둔하고 있었다. 이들 가운데 상당수는 세포이 항쟁에 즉각 가담하였으며, 그렇지 않은 세포이들도 이들을 진압하라는 명령을 거부하였다. 오후가 되자 세포이들이 봉기하였다는 소식이 퍼져나갔고 무기고를 지키던 영국군은 세포이들과 교전을 하기 시작하였다. 이 교전에서 살아남은 영국군은 열 명이 채 되지 않았다. 세포이들은 별 다른 저항을 받지 않은채 3만 파운드의 화약을 비롯한 무기를 확보할 수 있었다.
델리 성을 빠져나온 영국인들은 북쪽의 국기계양탑으로 모였다. 그곳에는 전신 사무소가 있었으며 이를 통해 세포이가 봉기하였다는 것을 영국 당국에 알릴 수 있었다. 미르투로 부터의 지원이 여의치 않차 이들은 델리 북부의 카르날로 피신하기로 하였고 미쳐 국기계양탑에 당도하지 못한 영국인들도 뿔뿔히 흩어져 카르날로 향했다. 이 과정에서 어떤 사람들은 지역 주민의 도움을 받기도 하였지만 다른 사람들은 살해당하거나 약탈당하기도 하였다.
5월 12일 바하두르 샤 2세는 실로 몇 년 만에 국정회의를 소집하였다. 세포이들의 이목이 집중된 가운데 바하두르 샤 2세는 자신에 대한 세포이들의 충성을 요구하며 항쟁을 용인하였다. 5월 16일 바하두르 샤 2세는 체포되거나 구금된 유럽인 50명을 왕궁 밖에 있던 보리수 나무에서 처형하였다.

## 진영의 형성
세포이 항쟁이 발생하자 인도의 각 지역은 세포이 반군을 지지 하거나 영국 동인도 회사를 지지 하는 진영으로 분열되었다. 일부 지역은 중립을 지키거나 별다른 사건이 발생하지 않은 채 지나가기도 하였다.
델리에서 일어난 항쟁의 소식은 급속하게 다른 지역으로 전파되었다. 많은 세포이들이 항쟁의 소식을 듣고 항쟁에 합류하였으며 영국의 지배력이 마비되는 지역이 속출하기 시작하였다. 델리에서 날아온 전보를 들은 영국 동인도 회사의 간부들은 자신의 가족을 안전지역으로 대피시키는데 급급하였다. 델리에서 250Km 떨어진 아그라에서는 비전투요원을 포함한 6천명 이상의 영국인이 아그라 요새에 집결하였다. 항쟁이 발생한 지역의 영국인들은 근무지를 급히 벗어났고, 근무지에 남아있는 영국인은 무방비 상태에서 약탈을 당하거나 살해되는 경우도 있었다.
군대 역시 혼란에 빠졌는데 일부 영국인 장교는 자기 휘하의 세포이들을 믿고 병력을 유지하였고, 상당수의 영국인 장교들은 세포이들의 무장 해제를 시도하기도 하였다. 바라나시와 알라하바드에서는 세포이에 대한 무장 해제 시도가 오히려 항쟁을 촉발시키기도 하였다.
세포이 항쟁이 확산되어가는 동안 여러 세력들이 세포이와 결합하였다. 바하두르 샤 2세는 무굴 제국의 부흥을 노렸고, 그 사이 마라타 왕국이나 아와드 역시 자신들의 통치권을 되찾고자 하였다. 항쟁에 참여한 무슬림들은 이를 지하드로 선언하였다. 이들 중에는 천년 왕국의 도래를 선포한 마후라나 카즐레하크 카이라바드와 같은 이슬람 지도자도 있었다. 한편, 이러한 종교적 움직임이 자칫 자신을 향한 봉기가 될 것을 우려한 바하두르 샤 2세는 이들의 주장을 인정하지 않았다.
아와드의 수니파 무슬림들은 시아파의 지배로 회귀하는 것을 원치 않았기 때문에 바하두르 샤 2세의 봉기에 합류하지 않았다. 오히려 아가 칸과 같은 이들은 영국의 편에 섰다. 영국은 이러한 지원에 대한 보답으로 아가 칸의 지위를 인정하였다. 타나 바완의 수니파 무슬림을 또한 하지 임다둘라흐 무하지르 마키를 자신들의 아미르로 세우고 영국을 지원하여 1857년 5월에 벌어진 샴리 전투에 참전하였다.
펀자브 지역의 시크교와 파슈툰족들 역시 영국편에 섰으며 델리 탈환에 참전하였다.
1857년 당시 벵골 군의 규모는 총 35만 명 규모로 그 가운데 인도인 병사는 311,000 명, 유럽인 병사는 40,160 명 이었고 장교는 5,362명이었다. 인도인 병사들 가운데에는 16,000 명의 시크교도와 1,500명의 구르카인들이 포함되어 있었다. 75개의 벵골군 연대 가운데 54개 연대가 세포이 항쟁에 동참하였으며 이들 가운데 상당수는 봉기 직후 진압되었다. 21개 연대는 항쟁을 우려하여 무장 해제 되었기 때문에 영국 측 벵골군은 12개 연대로 재편되었다. 한편 10개 연대로 구성되어 있던 벵골 경기병대는 모두 세포이 항쟁에 동참하였다.
또한, 벵골 군은 29개의 비정규 기병대와 42개의 비정규 보병대를 운용하고 있었는데 이들은 대부분 아와드와 과리오르에 주둔하고 있었다. 세포이 항쟁이 발생하자 해당 지역의 통치자가 영국에 대한 지지를 선언하였음에도 불구하고 이들 비정규군의 대부분은 항쟁에 가담하였다. 비정규 군 가운데 영국 측에 잔류한 병사들은 대부분 시크교도와 구르카인들이었다. 영국은 잔류 비정규 군사들을 펀자브 비정규 군으로 재편하였다.
1858년 4월 1일 당시 영국 동인도 회사 측에 잔류한 세포이의 규모는 80,053 명이었다. 이것은 벵골 군의 대다수 세포이들이 항쟁에 가담하였다는 것을 방증한다.
한편, 29개 연대로 구성되어 있었던 마드라스 군에서는 3개 연대만이 항쟁에 가담하였고, 52개 연대로 구성되어 있던 마드라스 군에서는 항쟁에 가담한 연대가 없었다. 다만, 마드라스 군의 1개 연대는 벵골지역 복무를 거부하였다.
세포이 항쟁 기간 동안 남부 인도는 간헐적인 봉기 이외에 특별한 군사 행동이 일어나지 않은채 중립을 유지하였다. 하이데라바드 토후국의 수장인 니잠은 영국의 직접적 지배를 받지는 않았으나 항쟁에 대해서도 별다른 대응을 하지 않았다.

## 경과

### 초기
바하두르 샤 2세는 항쟁이 발생하자 즉각 자신을 인도 아대륙의 유일한 황제로 선언하였다. 오늘날 대다수의 역사학자들은 바하두르 샤 2세의 이러한 선포가 자신의 뜻이라기 보다는 세포이들과 각료들의 강압에 의한 것이라고 본다. 바하두르 샤 2세의 선포가 있은 직후 델리의 귀족들과 고관들은 황제에 대한 충성을 맹세하였다. 황제는 전통에 따라 자신의 이름이 새겨진 주화를 발행하여 자신이 무슬림의 군주임을 확인하였다. 반면에 이러한 조치는 무슬림 치하로 되돌아가기를 거부하는 시크교도와 펀자브 지역인들이 영국 측으로 돌아서는 결정적인 계기가 되었다. 때문에 항쟁 기간 내내 시크교도와 펀자브인들이 밀집해 있던 벵골 지역 전반에서는 별다른 소요가 일어나지 않았다.
항쟁 초기 세포이들은 영국군으로부터 승리하여 하리아나, 비하르를 비롯 중부 지역과 아그라-아우드 연합지역 등을 획득하였다. 그러나 영국군이 반격을 시작하자 일관된 사령부가 없던 세포이들은 명령체계에 구조적인 약점을 드러내었다. 바하두르 샤 2세의 아들이었던 미르자 무굴이나 바크트 칸과 같은 이들이 지도자로 떠오르기도 하였으나 대부분의 세포이들은 지역 귀족들의 지휘를 받았다. 이들 가운데 몇몇은 지휘관의 자질이 있었으나 상당수 귀족들은 군사적으로는 무능하였다.
미루트 주변의 구르자르들은 독자적으로 봉기하였는데, 파리크시트가르에서는 라오 카담 싱을 지도자로 한 구르자르들이 영국 경찰을 추방하였다. 카담 싱은 구르자르 2천여 명에서 만여 명의 규모로 된 민병대를 조직하여 영국에 대항하였다. 불란드샤흐르와 비즈노르에서도 민병대가 조직되어 카담 싱과 합류하였다. 또한 델리와 미루트의 구르자르들 역시 행쟁에 가담하였다. 반면에 펀자브의 줄룬드르에서 발생한 봉기는 영국을 지원한 자트 족에 의해 6월 후반쯤 진압되었다.
《인도 제국 지리지》(영어: The Imperial Gazetteer of India)는 1857년 세포이 항쟁에 대해 불란드샤흐르 지역의 “가장 위험한 적”으로 구르자르와 라즈푸트였던 랑가르 일족을 지목하고 있다.

### 델리 공방전

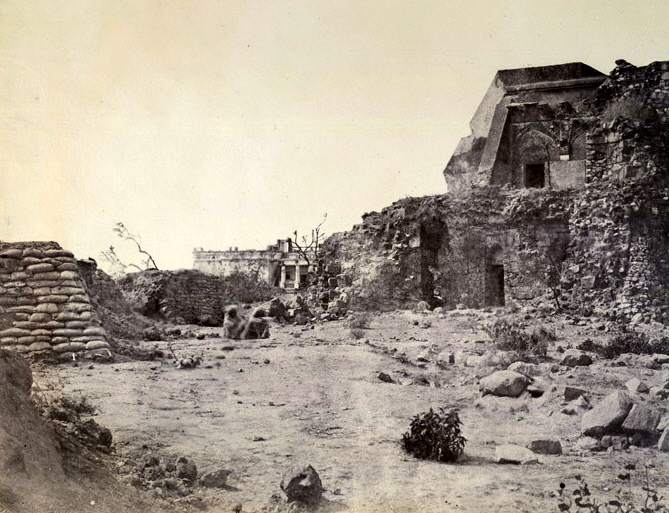
교전으로 파괴된 천문관측소 얀트라 만트라, 1858년 촬영

세포이 항쟁 발생 초기 영국의 대응은 느렸다. 영국은 크림 전쟁에 투입되었던 병력을 이란을 통해 인도로 이동시켰다. 또한 중국에 주둔하였던 군대의 일부도 인도로 투입되었다. 전비를 갖춘 영국 측 군대는 미루트와 히마찰프라데시 주의 주도인 심라로 집결한 후 델리로 향했다. 항쟁 발생 이후 2개월이 지난 뒤 두 군대는 쿠르카를 포함한 연합 부대를 형성하여 진군하였고, 카르날에서 세포이 반군과 교전하였다. 이 전투에서 바들리 케 세라이가 지휘하던 세포이 반군은 패퇴하여 델리로 철수하였다. 본국에서도, 최신무기를 갖춘 2개 연대의 5,000명이 해로를 통해 지원되었다. 이 밖에도, 시크족, 페르시아등 여러 이민족의 지원군이 속속 도착하였다.
영국 측 군대가 델리 북부의 능선에 집결하여 교전을 시작함으로써 델리 공방전이 시작되었다. 공방전은 9월까지 계속되었고, 영국측은 사령관이 4차례나 바뀔 정도로 엄청난 피해를 입었다. 하지만 9월 14일 니콜슨 중장이 이끄는 영국군은 60문의 중포로 성문을 파괴하고 델리 성을 점령하였다. 영국 측은 다음날 바하두르 샤 2세를 체포하였다. 델리 공방전에서 승리한 영국 측은 칸푸르와 아그라를 공략하기 위해 병력을 이동하였다.

### 칸푸르 학살의 내용
1857년 6월 휴그 휠러 장군 소속의 세포이들이 봉기하여 영국 측 보루를 포위하였다. 휠러는 유능한 군인이었을 뿐만아니라 상류 카스트 출신의 아내를 맞이하여 인도인 사회에서도 영향력이 있는 인물이었다. 세포이 항쟁의 지도자 나나 사히브 역시 휠러와 친척관계에 있었다. 포위된 지 일주일을 넘기자 영국측은 식량 고갈과 물 부족으로 사상자를 내기 시작하였다. 전투요원 뿐만 아니라 여성과 어린이를 포함한 민간인들도 희생자가 발생하였다. 사태가 심각해지자 6월 25일 사히브는 휠러에게 알라하바드로 안전하게 퇴각하도록 해주겠다는 제안을 하였다. 영국측은 며칠 분밖에 남지 않은 식량 사정을 감안하여 27일 아침에 경무장으로 퇴각하겠다고 답하였다. 27일 사히브는 영국 측에 보트를 제공하였고 이들은 강을 타고 내려가 알라하바드로 퇴각하려 하였다. 영국 측에 남아 있었던 몇 명의 세포이들은 “배반자”이자 “개종자”라는 명목으로 세포이 항쟁에 가담한 자들에 의해 사살되었다. 영국 측이 갠지스강에 이르러 보트에 타기 시작할 무렵 강의 양쪽을 세포이들이 포위하였다. 보트가 출발하자 세포이들은 총격을 가하기 시작하였다. 살아남은 사람들은 세포이 경기병이 달려들어 살해하였다. 세포이들은 모든 남자들이 사망한 것을 확인한 후에야 총격을 멈추었다. 여자들과 어린이들은 비비가르로 끌려갔는데 결국 그곳에서 살해되었다. 두 명의 병사와 소위 한 명, 그리고 대위였던 모브레이 톰슨만이 탈출에 성공할 수 있었다. 톰슨은 후일 《칸푸르 이야기》를 출간하였다.

### 칸푸르 학살의 원인
당시의 총격이 사전에 계획된 것인지 아니면 우발적으로 일어난 것인지는 확실하지 않다. 1896년 영국측에서 발행한 역사서에는 당시의 상황을 지휘관인 사히브 몰래 부관인 타티야 토페가 계획한 것으로 서술하고 있다. 이 기록에 따르면 영국측이 보트에 오르는 순간 타티야 토페가 수신호를 보냈고 총격이 시작되었다고 한다. 사히브는 놀라서 즉각 총격 중지를 명령하였으나 이미 학살이 자행되기 시작한 후였다는 것이다.
여자와 어린이를 살해한 것은 세포이들의 명백한 전쟁범죄이고, 영국 내에서는 이를 비난하는 여론이 비등하였다. 한편, 사히브는 세포이 항쟁이 끝난뒤 행방을 알 수 없었다.
한편에서는 세포이의 이러한 행동이 영국측의 행동에 대한 보복이었다고 본다. 비비가르에서 여성과 어린이를 처형하기 2주전 미루트의 봉기가 알려지자 제임스 조지 네일 소령은 알라하바드로 진격하면서 칸푸르 인근의 파테흐 푸르에서 무차별 총격을 가하고 가옥을 불태웠기 때문에 세포이들의 분노가 극에 달해 있었다는 것이다. 네일은 인도인들에게 “냉혹한 공포”를 보여야 한다는 이유로 마을을 불태운 뒤 지역민들을 교수형에 처했다. 네일 스스로도 결국 전투 중에 전사하였고 영국 당국은 그의 무공을 칭송하였다. 후일 사로잡힌 세포이 반군의 한 병사는 “우리는 포로를 학살한 게 아니다 적군을 남김없이 무찔렀을 뿐이다”라고 답했다.

### 칸푸르 학살에 대한 보복
칸푸르를 탈환한 영국측은 생포한 세포이들을 비비가르의 현장으로 데려가 남아있던 혈흔을 핥도록 강요하였다. 그리고 그 자리에서 세포이들은 무굴 제국의 전통적인 반란에 대한 처벌 방식에 따라 대포에 매달려 처형되었다.

### 러크나우 공방전
미루트의 봉기 직후 아와드에서도 세포이들의 항쟁이 일어났다. 그러나 영국 동인도 회사의 판무관이었던 헨리 로렌스는 러크나우에 위치한 자신의 거점을 요새화하였다. 그의 휘하에는 영국측을 지지하는 세포이들을 포함한 1,700여 명의 병력이 있었다. 첫 번째 돌격에 실패한 세포이 반군은 포격을 시작하였다. 이 전투로 헨리 로렌스는 사망하였다. 공방전은 90일 동안 계속되었고 영국측의 인원은 300명의 영국 지지 세포이와 350여 명의 영국군 그리고 비전투 요원500 여 명으로 줄어들었다.
9월 25일 헨리 해브록이 지휘하는 영국측 원군이 당도하였다. 또한 제임스 아웃럼이 이끄는 칸푸르측 원군도 가세하였다. 하지만 이들은 숫자가 적고, 화력의 부재로, 세포이 반군과 격렬한 전투를 치루었으나 포위를 돌파하지는 못하였다. 10월이 되자 콜린 캠벨이 이끄는 영국군, 구르카, 네팔병, 시크교도로 이루어진 70,000명의 대군의 지원군이 도착하였고 11월 18일 힘겨운 싸움 끝에 세포이들의 포위를 물리칠 수 있었다. 캠벨은 1858년 초까지 아우드 지역에 주둔하며 계속되는 세포이 반군과의 전투를 치렀다.

### 인도 중부 전역

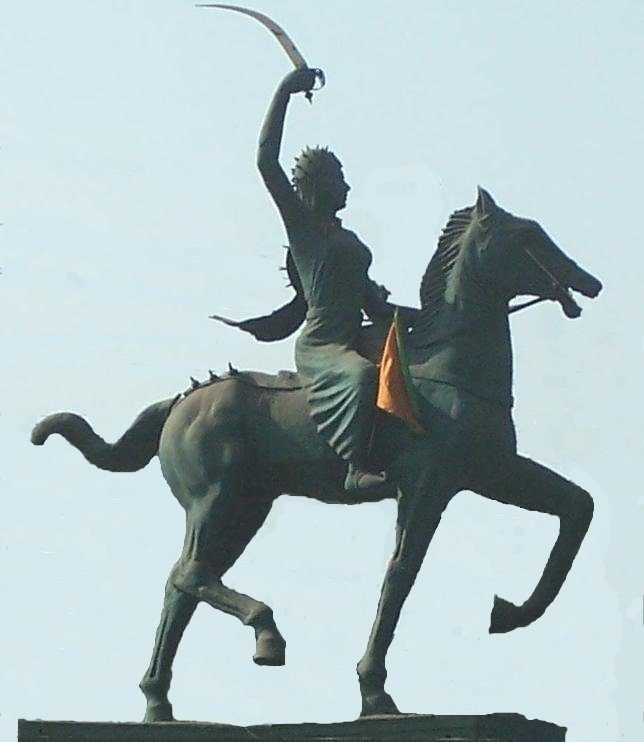
아그라에 세워진 락슈미 바이의 동상

잔시는 마라타 왕국의 수도였다. 1853년 라자 가 사망하자 영국은 라프스 선언을 근거로 이 지역을 동인도 회사의 직할지로 선언하였다. 라자의 아내였던 락슈미 바이는 이러한 영국의 합병 정책에 반대하여 봉기하였다. 전쟁이 발생하자 잔시는 항쟁의 구심점이 되었다. 잔시에 있었던 소수의 동인도 회사 간부들은 안전한 퇴각을 요청하였고 락슈미 바이의 허락을 받아 철수를 시작하였다. 그러나 이들은 철수 도중에 약탈과 죽임을 당하였다. 락슈미 바이는 이 일이 자신과 연관이 없다고 부인하였으나 영국 측은 이 사건의 배후로 그를 지목하며 비난하였다.
1857년 7월이 되자 이 지역의 벵골 군 대부분이 항쟁에 가담하였고 영국 동인도 회사는 분델크한드와 라자스탄의 대부분 지역에 대한 통제권을 상실하였다. 락슈미 바이는 이들을 규합하여 다티아와 오르크하에서 공격해 온 영국 측을 패퇴시킴으로써 왕국의 독립을 유지하는데 성공하였다. 그러나 1858년 3월 휴 로즈가 이끄는 영국측이 잔시를 점령하자 락슈미 바이는 후퇴하여 병력을 이끌고 항쟁을 계속하였다. 1858년 6월 락슈미 바이는 제8 아일랜드 국왕근위 기병대와의 교전에서 전사하였다. 항쟁 기간 동안 락슈미 바이는 남장을 하고 무장한 채 직접 전투에 참여하였다고 한다. 이 때문에 락슈미 바이는 종종 쟌다르크와 비견된다.

## 결과

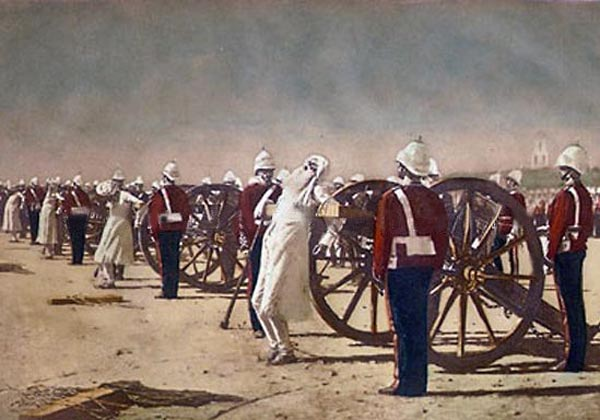
대포로 처형되는 세포이 반군

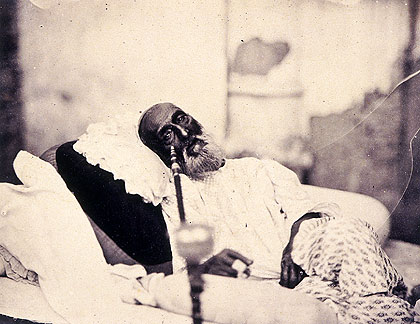
양곤으로 추방된 바하두르 샤 2세

1857년 말 무렵 영국은 교전의 주도권을 갖기 시작했으며 세포이 항쟁은 1858년 7월 20일 괄리로르 전투를 끝으로 완전히 진압되었다. 붙잡힌 세포이 반군은 무굴 제국의 법에 따라 반역죄로 처형되었는데, 대포 앞에 매달아 폭살하는 잔인한 방법이었다.
바하두르 샤 2세는 양곤으로 추방되었으며 1862년 그곳에서 사망하였고, 무굴 제국은 역사로 사라지게 되었다. 영국은 인도를 정부가 직접 관할하기로 결정하고 영국 동인도 회사를 해체하였다. 1877년 영국령 인도 제국이 선포되어 빅토리아 여왕은 인도 제국의 황제라는 칭호를 더하게 되었다.
인도 내의 영국 병력 역시 재편되어 인도인 부대에 모집된 병사는 대부분 시크교인과 쿠르카로 구성되게 되었다.

## 평가
이 사건은 여러 가지 명칭으로 불린다. 대한민국에서는 세포이 항쟁이란 명칭과 함께 세포이 반란이란 명칭이 쓰이고 있다. 영국 측에서는 일반적으로 세포이 반란이라고 부르고 있으며, 보다 중립적인 명칭으로는 '1857년 인도 항쟁'으로 부르기도 한다. 그러나 인도 측 일부 역사가들은 이후의 독립 운동과 연관지어 '제1차 독립전쟁'이라는 명칭을 사용하기도 한다.
세포이 항쟁은 인종, 종교, 카스트의 구별 없이 광범위한 계층이 규합된 최초의 반영 항쟁이었다는 점에서 인도 독립 운동사에서 의의를 가진다.

## 영화와 문학 속의 세포이 항쟁
- 《망갈 판데이》(en:Mangal Pandey - The Rising),(2005년 제작.)

## 같이 보기
- 무굴제국
- 영국 동인도 회사
- 플라시 전투
- 세포이
- 바하두르 샤 2세

## 주해
1. ↑  오늘날의 우타르프라데시 주에 해당한다.
2. ↑  토후국 수장의 명칭 가운데 하나이다

## 참고 문헌

### 영어
- Alavi, Seema (1996), The Sepoys and the Company: Tradition and Transition 1770-1830, Oxford University Press, p. 340, ISBN 0-19-563484-5.
- Anderson, Clare (2007), Indian Uprising of 1857–8: Prisons, Prisoners and Rebellion, New York: Anthem Press, pp. 217, ISBN 978-1-84331-249-9[dead link].
- Bandyopadhyay, Sekhara (2004), From Plassey to Partition: A History of Modern India, New Delhi: Orient Longman, pp. 523, ISBN 81-250-2596-0.
- Bayly, Chistopher Alan (1988), Indian Society and the Making of the British Empire, Cambridge University Press, pp. 230, ISBN 0-521-25092-7.
- Bayly, Christopher Alan (2000), Empire and Information: Intelligence Gathering and Social Communication in India, c 1780-1870, Cambridge University Press, pp. 412, ISBN 0-521-57085-9.
- Bose, Sugata; Jalal, Ayesha (2004), Modern South Asia: History, Culture, Political Economy (2nd ed.), London: Routledge, pp. 253, ISBN 0-415-30787-2.
- Brown, Judith M. (1994), Modern India: The Origins of an Asian Democracy (2nd ed.), Oxford University Press, pp. 480, ISBN 0-19-873113-2.
- Harris, John (2001), The Indian Mutiny, Ware: Wordsworth Editions, pp. 205, ISBN 1-84022-232-8.
- Hibbert, Christopher (1980), The Great Mutiny: India 1857, London: Allen Lane, pp. 472, ISBN 0-14-004752-2.
- Judd, Denis (2004), The Lion and the Tiger: The Rise and Fall of the British Raj, 1600-1947, Oxford University Press, xiii, 280, ISBN 0-19-280358-1.
- Keene, Henry George (1883), Fifty-Seven. Some account of the administration of Indian Districts during the revolt of the Bengal Army, London: W.H. Allen, pp. 145.
- Kulke, Hermann; Rothermund, Dietmar (2004), A History of India (4th ed.), London: Routledge, xii, 448, ISBN 0-415-32920-5.
- Ludden, David (2002), India And South Asia: A Short History, Oxford: Oneworld, xii, 306, ISBN 1-85168-237-6.
- Majumdar, R.C.; Raychaudhuri, H.C.; Datta, Kalikinkar (1967), An Advanced History of India (3rd ed.), London: Macmillan, pp. 1126.
- Markovits, Claude, ed. (2004), A History of Modern India 1480-1950, London: Anthem, pp. 607, ISBN 1-84331-152-6.
- Metcalf, Barbara D.; Metcalf, Thomas R. (2006), A Concise History of Modern India (2nd ed.), Cambridge University Press, pp. 337, ISBN 0-521-68225-8.
- Metcalf, Thomas R. (1990), The Aftermath of Revolt: India, 1857-1870, New Delhi: Manohar, pp. 352, ISBN 81-85054-99-1.
- Metcalf, Thomas R. (1997), Ideologies of the Raj, Cambridge University Press, pp. 256, ISBN 0-521-58937-1.
- Mukherjee, Rudrangshu (2002), Awadh in Revolt 1857-1858: A Study of Popular Resistance (2nd ed.), London: Anthem, ISBN 1-84331-075-9.
- Palmer, Julian A.B. (1966), The Mutiny Outbreak at Meerut in 1857, Cambridge University Press, pp. 175, ISBN 0-521-05901-1.
- Ray, Rajat Kanta (2002), The Felt Community: Commonality and Mentality before the Emergence of Indian Nationalism, Oxford University Press, pp. 596, ISBN 0-19-565863-9.
- Robb, Peter (2002), A History of India, Basingstoke: Palgrave, pp. 344, ISBN 0-333-69129-6.
- Roy, Tapti (1994), The politics of a popular uprising: Bundelkhand 1857, Delhi: Oxford University Press, pp. 291, ISBN 0-19-563612-0.
- Stanley, Peter (1998), White Mutiny: British Military Culture in India, 1825-1875, London: Hurst, pp. 314, ISBN 1-85065-330-5.
- Stein, Burton (2001), A History of India, New Delhi: Oxford University Press, pp. 432, ISBN 0-19-565446-3.
- Stokes, Eric (1980), The Peasant and the Raj: Studies in Agrarian Society and Peasant Rebellion in Colonial India, Cambridge University Press, pp. 316, ISBN 0-521-29770-2.
- Stokes, Eric; Bayly, C.A. (ed.) (1986), The Peasant Armed: The Indian Revolt of 1857, Oxford: Clarendon, pp. 280, ISBN 0-19-821570-3.
- Taylor, P.J.O. (1997), What really happened during the mutiny: a day-by-day account of the major events of 1857-1859 in India, Delhi: Oxford University Press, pp. 323, ISBN 0-19-564182-5.
- Wolpert, Stanley (2004), A New History of India (7th ed.), Oxford University Press, pp. 530, ISBN 0-19-516678-7.

### 한국어
- 김형준 편, 이야기 인도사, 청아출판사, ISBN 9070026230 {{isbn}}의 변수 오류: 유효하지 않은 ISBN.